# اريك ستانلي
اريك ستانلي (بالإنجليزية: Eric Stanley) هو رائد أعمال وعازف كمان أمريكي، ولد في 19 أبريل 1991 في تشيسابيك في الولايات المتحدة.

## وصلات خارجية
- الموقع الرسمي
- اريك ستانلي على موقع IMDb (الإنجليزية)
- اريك ستانلي على موقع ميوزك برينز (الإنجليزية)
- اريك ستانلي على موقع أول ميوزيك (الإنجليزية)
- اريك ستانلي على موقع ديسكوغز (الإنجليزية)
- اريك ستانلي على موقع ديسكوغز (الإنجليزية)